# Pino
Pino település Franciaországban, Haute-Corse megyében. Lakosainak száma 154 fő (2022. január 1.). Pino Morsiglia, Barrettali és Luri községekkel határos.

## Népesség
A település népességének változása:
| Lakosok száma | 269  | 137  | 143  | 173  | 146  | 151  | 164  | 167  | 167  | 154  |
|               | 1968 | 1982 | 1990 | 2006 | 2013 | 2015 | 2017 | 2019 | 2020 | 2022 |